# Кримківська сільська рада (Первомайський район)
Кри́мківська сільська́ ра́да (до 25.01.1977 р. Кримська сільрада) — орган місцевого самоврядування в Первомайському районі Миколаївської області. Адміністративний центр — село Кримка.

## Загальні відомості
- Населення ради: 1 229 осіб (станом на 2001 рік)
- Населення ради: 1005 осіб (станом на 01.01.2017 року)

27 грудня 2016 року Кримківська сільська рада Первомайського району Миколаївської області припинила своє існування внаслідок приєднання до Кам'яномостівської сільської ради.

## Населені пункти
Сільській раді підпорядковані населені пункти:
- с. Кримка
- с. Коломіївка

## Склад ради
Рада складається з 12 депутатів та голови.
- Голова ради: Папіровник Олексій Васильович

### Керівний склад попередніх скликань
| Прізвище, ім'я, по батькові          | Основні відомості                                                         | Дата обрання | Дата звільнення |
| ------------------------------------ | ------------------------------------------------------------------------- | ------------ | --------------- |
| Кремповський В'ячеслав Володимирович | Сільський голова, 1982 року народження, освіта вища, член Народної партії | 26.03.2006   | 31.10.2010      |
| Кремповський В'ячеслав Володимирович | Сільський голова, 1982 року народження, освіта вища, член Партії регіонів | 31.10.2010   | 30.10.2015      |
| Папіровник Олексій Васильович        | Сільський голова, 1973 року народження, освіта вища, безпартійний         | 30.10.2015   | 27.12.2016      |
| Папіровник Олексій Васильович        | в.о. старости                                                             | 27.12.2016   |                 |

Примітка: таблиця складена за даними сайту Верховної Ради України

### Депутати
За результатами місцевих виборів 2010 року депутатами ради стали:

#### За суб'єктами висування
| Суб'єкт висування | Кількість обраних депутатів | %   |
| ----------------- | --------------------------- | --- |
| Самовисування     | 12                          | 100 |
|                   |                             |     |

#### За округами
| № округу        | Прізвище, ім'я, по батькові     | Дата визнання обраним | Освіта             | Партійна приналежність                | Відомості про обраного депутата                                    |
| --------------- | ------------------------------- | --------------------- | ------------------ | ------------------------------------- | ------------------------------------------------------------------ |
| Партія регіонів |                                 |                       |                    |                                       |                                                                    |
| 1               | Єрмоленко Василь Павлович       | 02.11.2010            | середня спеціальна | член Партії регіонів                  | ПСП «Партизанська іскра», робітник                                 |
| 2               | Швець Валерій Семенович         | 02.11.2010            | середня            | член Партії регіонів                  | Первомайське управління експлуатації газового господарства, слюсар |
| 3               | Кульчицька Катерина Сергіївна   | 02.11.2010            | середня спеціальна | член Партії регіонів                  | Музей Партизанської Іскри, завідувачка                             |
| 4               | Сивильська Тетяна Олександрівна | 02.11.2010            | середня            | член Партії регіонів                  | ДНЗ «Пролісок», помічник вихователя                                |
| 5               | Ковальчук Наталя Миколаївна     | 02.11.2010            | середня            | член Партії регіонів                  | Поштове відділення, листоноша                                      |
| 6               | Мушакова Наталя Миколаївна      | 02.11.2010            | середня спеціальна | член Партії регіонів                  | ВАТ «Миколаївобленерго», контролер                                 |
| 7               | Кучеренко Людмила Дмитрівна     | 02.11.2010            | середня спеціальна | член Політичної партії «Наша Україна» | Сільська бібліотека, завідувачка                                   |
| 8               | Сороміцька Валентина Вікторівна | 02.11.2010            | середня            | позапартійна                          | ДНЗ «Пролісок», праля                                              |
| 9               | Осадчук Інна Сергіївна          | 02.11.2010            | середня спеціальна | позапартійна                          | Кримківська сільська Рада, бухгалтер                               |
| 10              | Кремповська Катерина Василівна  | 02.11.2010            | середня            | позапартійна                          | Кримківська сільська Рада, прибиральниця                           |
| 11              | Кремповська Олена Сергіївна     | 02.11.2010            | вища               | позапартійна                          | СЄС Первомайська та Первомайського району, помічник епідеміолога   |
| 12              | Кузьміна Тетяна Вікторівна      | 02.11.2010            | середня спеціальна | член Партії регіонів                  | Кримківська сільська Рада, секретар                                |